# Lyngbygårdsvej
Lyngbygårdsvej er en vej i Kongens Lyngby ved København. Den går fra Lundtoftegårdsvej til Toftebæksvej.
På vejen ligger et butikscenter og Sankt Knud Lavard Kirke, og buslinje 190 kører ad vejen.
55°46′30.27″N 12°30′51.97″Ø / 55.7750750°N 12.5144361°Ø